# Договір купівлі-продажу
Договір купівлі-продажу — договір, за яким продавець зобов'язується передати майно у власність покупцеві, а покупець зобов'язується прийняти майно і сплатити за нього певну грошову суму.
Взаємини продавців і покупців не обмежуються лише визначенням ціни товару (роботи, послуги). Необхідно погоджувати ще базисні умови постачання, які визначають основні права і обов'язки учасників операції при транспортуванні, упаковці і маркуванні товарів, по страхуванню вантажів і оформленню комерційної документації, а також визначають місце і час переходу права власності від продавця до покупця і те, як ці умови відбиваються в ціні товару.
За договором купівлі-продажу одна сторона (продавець) передає або зобов'язується передати майно (товар) у власність другій стороні (покупцеві), а покупець приймає або зобов'язується прийняти майно (товар) і сплатити за нього певну грошову суму.

## Ознаки
1. Цей договір спрямований на передачу майна у власність;
2. даний договір є завжди оплатним договором — при набутті майна у власність покупець сплачує за нього продавцеві ціну обумовлену в договорі;
3. є договором двостороннім. З укладенням такого договору продавець приймає на себе обов'язок передати покупцеві певну річ і водночас набуває права вимагати її оплати, а покупець у свою чергу зобов'язаний здійснити оплату придбаної речі і водночас набуває права вимагати від покупця її передачі;
4. реальний — коли передача товару продавцем є підставою для укладення договору купівлі— продажу;
5. консенсуальним — коли сторони досягли домовленості між собою стосовно істотних умов договору і продавець зобов'язується передати покупцеві товар. Права та обов'язки у сторін виникають з моменту досягнення ними згоди щодо істотних умов договору;
6. сторонами договору є продавець і покупець;
7. мета договору — перенесення права власності на річ, яка є товаром, покупцеві;
8. належить до традиційних договорів у цивільному праві;
9. змістом якого є переміщення матеріальних благ у товарній формі;
10. поіменовані договори — можливість укладення яких прямо передбачена ЦКУ.

## Види договорів
- роздрібна купівля-продаж
- поставка
- контрактація сільськогосподарської продукції
- постачання енергетичними та іншими ресурсами через приєднану мережу
- міна (бартер).

Пряма торговельна угода — операція між безпосередніми виробниками і споживачами товарів, робіт, послуг. Переваги таких угод:
- можливість покупця одержати саме той товар, що йому потрібний;
- зв'язки між продавцем і покупцем установлюються на стадії науково-дослідних чи проектних робіт, що дозволяє вчасно вносити корективи в здійснювану угоду;
- покупець установлює безпосередні зв'язки з учасниками чи постачальниками основного продавця, особливо за складних замовлень.

Угода торговельно-посередницька — операція, пов'язана з купівлею-продажем товарів, робіт і послуг, виконувана з доручення покупця чи продавця незалежним від нього торговим посередником на підставі угоди, що укладається між ними
Предметом договору купівлі-продажу може бути товар, який є у продавця на момент укладення договору або буде створений (придбаний, набутий) продавцем у майбутньому. Тобто, предметом договору купівлі-продажу можуть бути будь-які предмети матеріального світу (майно), продаж яких не заборонений законом. Предметом договору можуть бути майнові права. До договору купівлі-продажу майнових прав застосовуються загальні положення про купівлю-продаж, якщо інше не випливає із змісту або характеру цих прав. Предметом договору може бути право вимоги, якщо вимога не має особистого характеру. До договору купівлі-продажу права вимоги застосовуються положення про відступлення права вимоги, якщо інше не встановлено договором або законом.
До договору на біржах, конкурсах, аукціонах (публічних торгах), договору купівлі-продажу валютних цінностей і цінних паперів застосовуються загальні положення про купівлю-продаж, якщо інше не встановлено законом про ці види договорів купівлі-продажу або не випливає з їхньої суті. Особливості договору купівлі-продажу окремих видів майна можуть встановлюватися законом. Так, купівля-продаж частки у статутному фонді (капіталі) господарського товариства регулюється окремими нормами Цивільного кодексу України та Законом України «Про господарські товариства»

## Договір купівлі-продажу в правовій літературі
Договір купівлі-продажу — цивільно-правовий договір, за яким одна сторона (продавець) зобов'язується передати річ (товар) у власність другій стороні (покупцеві), а покупець зобов'язується прийняти цей товар і сплатити за нього певну грошову суму (ціну). До окремих видів договорів купівлі-продажу відносяться: договори купівлі-продажу, договір поставки товарів, договір поставки товарів для державних потреб, договір контрактації сільськогосподарської продукції, договір енергопостачання, договір продажу нерухомості, договір продажу підприємства. До них застосовуються загальні положення про договір купівлі-продажу, якщо інше не передбачене в самому законодавстві. До купівлі-продажу цінних паперів і валютних цінностей положеннями, передбаченими ЦК, застосовуються, якщо окремим законом не встановлено спеціальні правила їх купівлі-продажу. Таке ж правило поширюється на особливості купівлі та продажу товарів окремих видів, визначених чинним законодавством. Продаж майнових прав охоплюється положеннями, передбаченими ЦК, якщо інше не випливає із змісту або характеру цих прав. В міжнародному торговельному обороті договір купівлі-продажу регулюються найчастіше Віденською конвенцією про міжнародні договори купівлі-продажу товарів 1980 р.
Згідно зі ст. 1 Конвенції її положення застосовуються до договорів купівлі-продажу між сторонами, підприємства яких знаходяться в різних державах:
- коли договір укладається між контрагентами, що знаходяться в державах — учасницях Конвенції;
- коли до відносин сторін договору застосовне, згідно з нормами міжнародного приватного права, право держави — учасника Конвенції.

У відношенні договорів міжнародної купівлі-продажу товарів норми ЦК діють у випадку, якщо сторони повністю або частково виключили застосування Конвенції або коли конкретне питання в Конвенції прямо не вирішується і не може бути врегульоване відповідно до її загальних принципів, а колізійне право відсилає до цивільного права України. У зарубіжних країнах регулювання договору купівлі-продажу товарів здійснюється різними джерелами. Так, для ряду країн континентальної правової системи характерна наявність норм про договір купівлі-продажу одночасно в цивільних і торгових кодексах. У деяких країнах видані спеціальні акти про договір купівлі-продажу, зокрема в Англії — Закон про продаж товарів 1979 р. По праву всіх країн договір купівлі-продажу розглядається як двосторонній, відплатний, консенсуальний. Предмет договору купівлі-продажу будь-якого виду — товар.

## В Україні
Регуляється Цивільним кодексом України, стаття 655.